# Чжэн Ханьи
Чжэн Ханьи (кит. упр. 郑涵艺; род. 7 апреля 2002, Урумчи, Синьцзян-Уйгурский автономный район, Китай) — китайская актриса

, известная по главной роли в российско-китайском фильме «Красный шёлк».

## Биография
Родилась 7 апреля 2002 года в городе Урумчи, провинция Синьцзян. После окончания школы в Китае поступила в Российский государственный институт сценических искусств на курс Ю. М. Красовского. Роль Ван Лин в фильме «Красный шелк» — первая работа Чжэн Ханьи в кино. Это совместный проект России и Китая. Сюжет детективного экшена Андрея Волгина рассказывает о перевозке секретных документов из Шанхая через всю Россию. Главные роли, помимо Чжэн Ханьи, исполнили Милош Бикович, Глеб Калюжный и Елена Подкаминская.

### Фильмы
| Год  | Фильм          | Роль    |
| ---- | -------------- | ------- |
| 2025 | «Красный шелк» | Ван Лин |